# St. Libory (Illinois)
Pour les articles homonymes, voir St. Libory.
St. Libory est un village situé à l'est du comté de Saint Clair dans l'Illinois, aux États-Unis,. Le village est incorporé le 24 septembre 1901.

## Démographie
Lors du recensement de 2010, le village comptait une population de 615 habitants. Elle est estimée, en 2016, à 600 habitants.

### Source de la traduction
- (en) Cet article est partiellement ou en totalité issu de l’article de Wikipédia en anglais intitulé « St. Libory, Illinois » (voir la liste des auteurs).